# Vô hình (album)
Vô Hình (tựa tiếng Anh: The Invisible) là album phòng thu thứ hai của ban nhạc rock Việt Bức Tường, phát hành ngày 10 tháng 8 năm 2003 bởi Trung tâm Nghe nhìn Hà Nội. Album tập hợp chuỗi 9 ca khúc thành công tiếp theo của Bức Tường, những bài hát nói về giá trị của cuộc sống, hạnh phúc hay khổ đau nhiều khi không thể đo được bằng vật chất mà có khi là một thứ gì đó rất "vô hình". Có một số ca khúc về thân phận con người như: Sông Hồng, Con số không, Đêm, Cô gái mù...

## Danh sách ca khúc
Tất cả các ca khúc được viết bởi Trần Lập.
| STT | Nhan đề                     | Thời lượng |
| --- | --------------------------- | ---------- |
| 1.  | "Đêm"                       | 6:26       |
| 2.  | "Cây Bàng"                  | 7:39       |
| 3.  | "Cô Gái Mù"                 | 5:25       |
| 4.  | "Bài Ca Sông Hồng"          | 6:06       |
| 5.  | "Cơn Mưa Hoang Dã (Reload)" | 6:42       |
| 6.  | "Con Số 0"                  | 5:30       |
| 7.  | "Mắt Đen"                   | 4:07       |
| 8.  | "Vô Hình"                   | 6:06       |
| 9.  | "Khám phá"                  | 4:29       |

## Thành phần tham gia sản xuất
| Ê-kíp sản xuất - Hòa âm, phối khí và thực hiện: Ban nhạc Bức Tường - Biên tập: Trần Lập - Thu âm & mixing: Trần Thanh Phương tại Orient Studio - Sản xuất & phát hành: Trung tâm Nghe nhìn Hà Nội - Đàn nguyệt (trong ca khúc Bài Ca Sông Hồng): Trần Thanh Phương | Ban nhạc Bức Tường - Trần Lập: Hát chính, sáng tác - Trần Tuấn Hùng: Guitarist - Nguyễn Hoàng: Guitarist - Nhất Hoàng: Bassist - Nghiêm Mạnh Tuấn: Trống - Duy Hùng: Keyboards |